# Vroutek
Vroutek (en allemand : Rudig) est une ville du district de Louny, dans la région d'Ústí nad Labem, en Tchéquie. Sa population s'élevait à 1 853 habitants en 2023.

## Géographie
Vroutek se trouve à 6 km au sud-sud-est de Podbořany, à 36 km au sud-ouest de Louny, à 72 km au sud-ouest d'Ústí nad Labem et à 77 km à l'ouest-nord-ouest de Prague.
La commune est limitée par Nepomyšl et Podbořany au nord, par Očihov, Kryry et Petrohrad à l'est, par Kryry, Blano et Lubenec au sud, et par Valeč à l'ouest.

## Histoire
La première mention historique du village date de 1227.

## Galerie

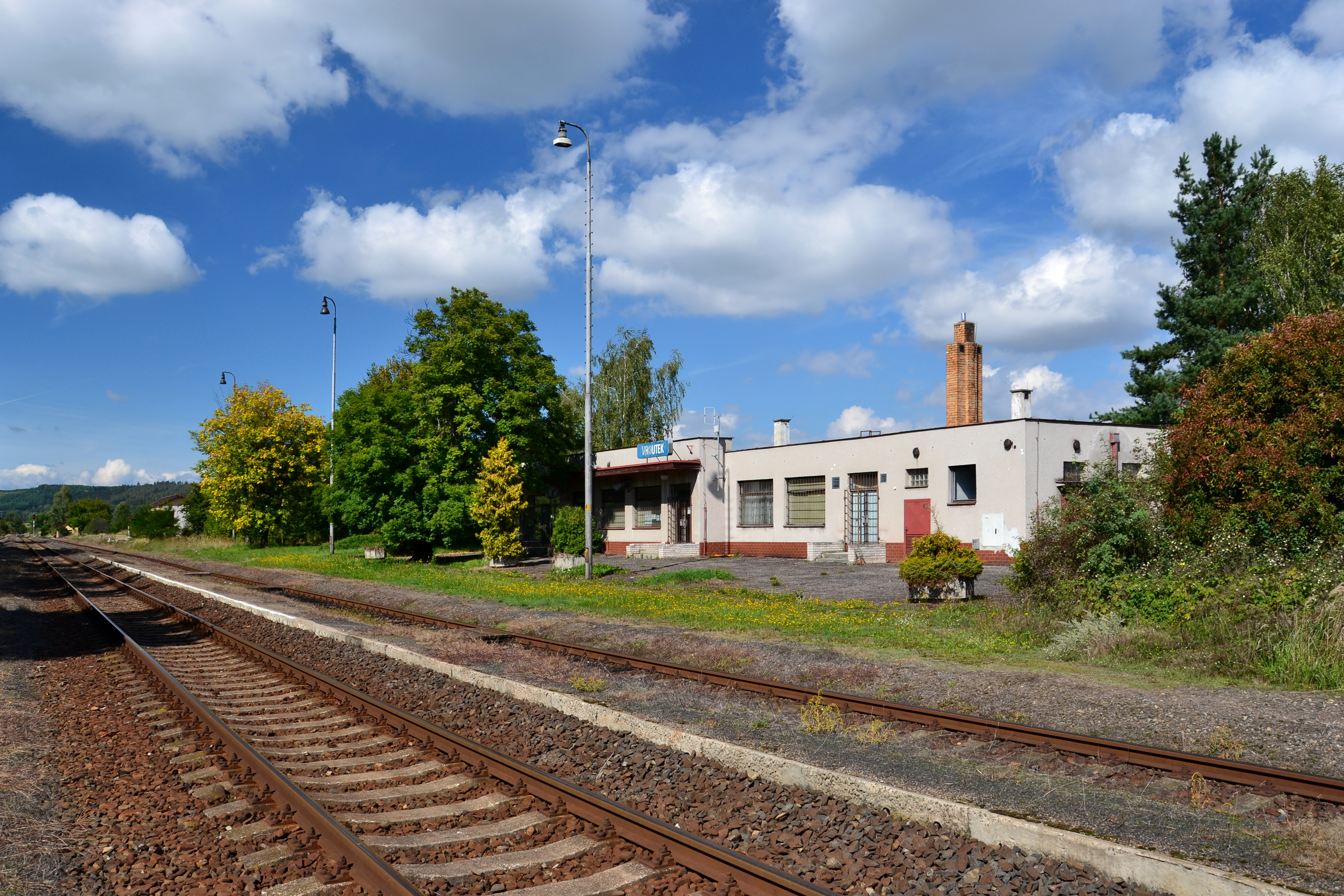
Gare ferroviaire de Vroutek.
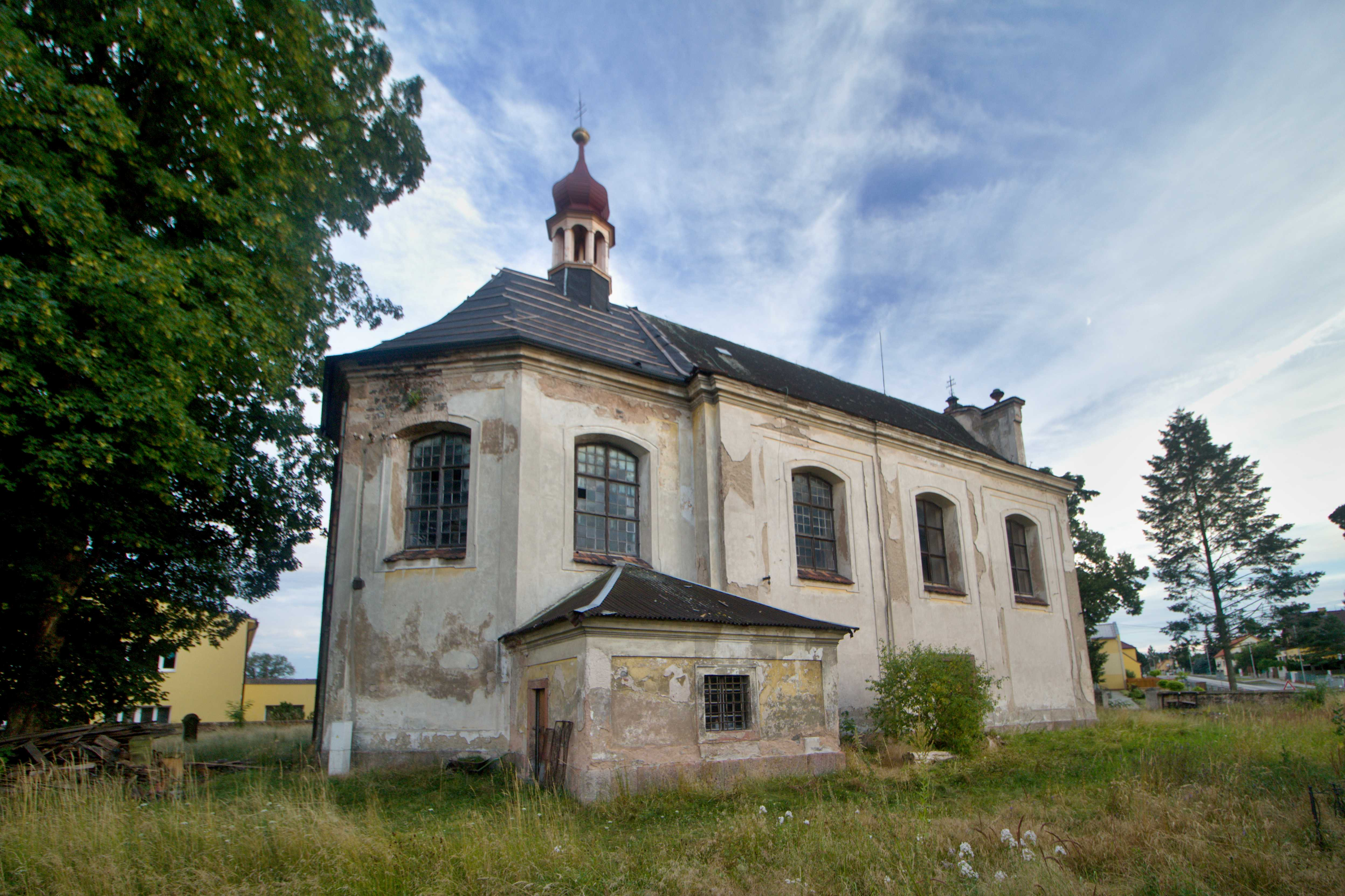
Église Saint-Jean-Baptiste.

## Administration
La commune se compose de huit sections :
- Vroutek
- Lužec
- Mlýnce
- Mukoděly
- Skytaly
- Vesce
- Vidhostice
- Vrbička

## Transports
Par la route, Vroutek se trouve à 10 km de Podbořany, à 44 km de Louny, à 88 km d'Ústí nad Labem et à 87 km de Prague.